# سیارک ۲۱۱۱۰
سیارک ۲۱۱۱۰ (به انگلیسی: 21110 Karlvalentin، نامگذاری:1992RC1) بیست و یک هزار و صد و دهمین سیارک کشف شده‌است که در ۴ سپتامبر ۱۹۹۲ کشف شد.
قدر مطلق سیارک برابر ۱۵٫۵۰ است.